# Lovero
Lovero ist eine Gemeinde (comune) in der norditalienischen Provinz Sondrio in der Lombardei. 

## Lage und Einwohner
Die 617 Einwohner (Stand 31. Dezember 2023) zählende Gemeinde Lovero liegt 33 Kilometer nordöstlich von der Provinzhauptstadt Sondrio an der Adda im Veltlin und grenzt unmittelbar an die Provinz Brescia. 
Die Nachbargemeinden sind Edolo (BS), Sernio, Tovo di Sant’Agata und Vervio.

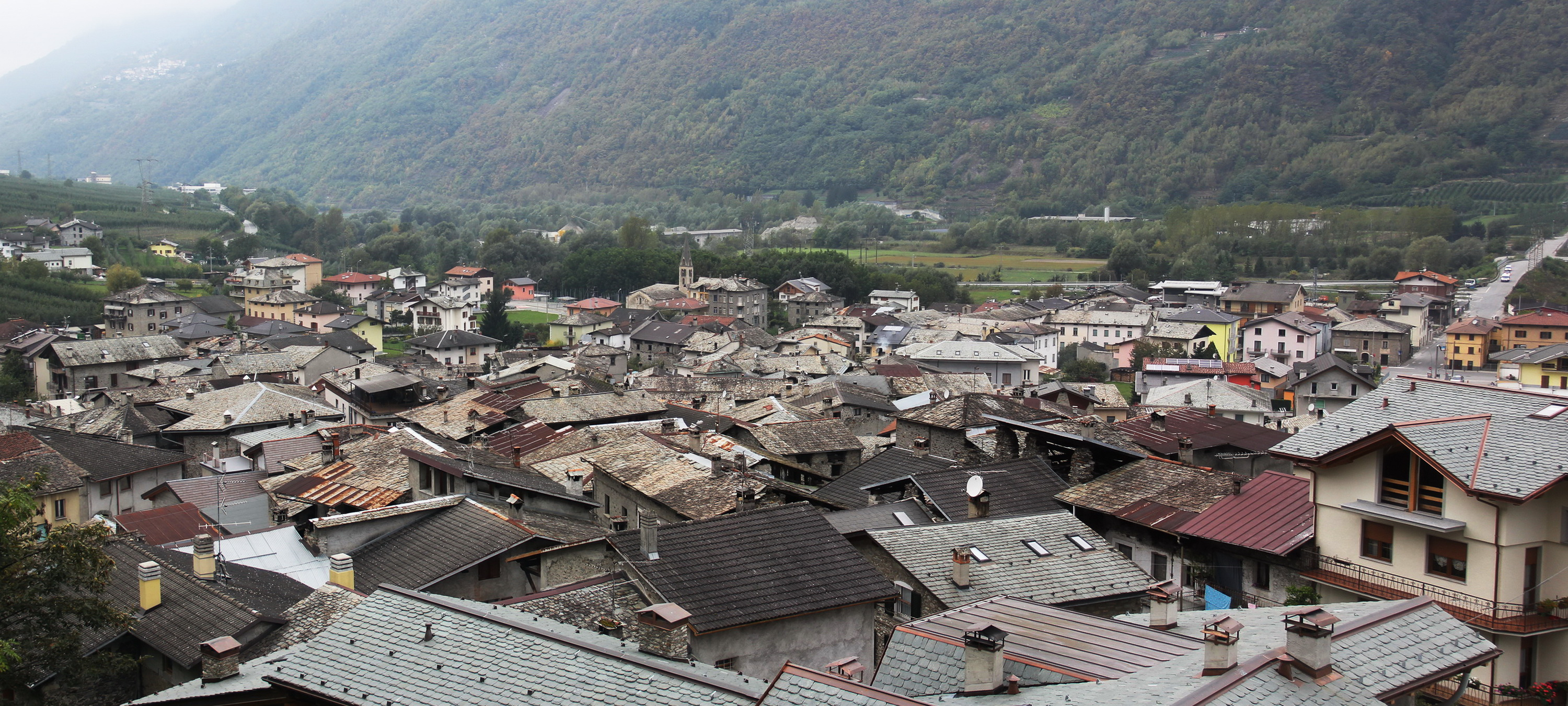
Über den Dächern von Lovero

### Verkehrsanbindung
Durch die Gemeinde führt die Strada Statale 38 dello Stelvio von Piantedo nach Bozen im Südtirol. 

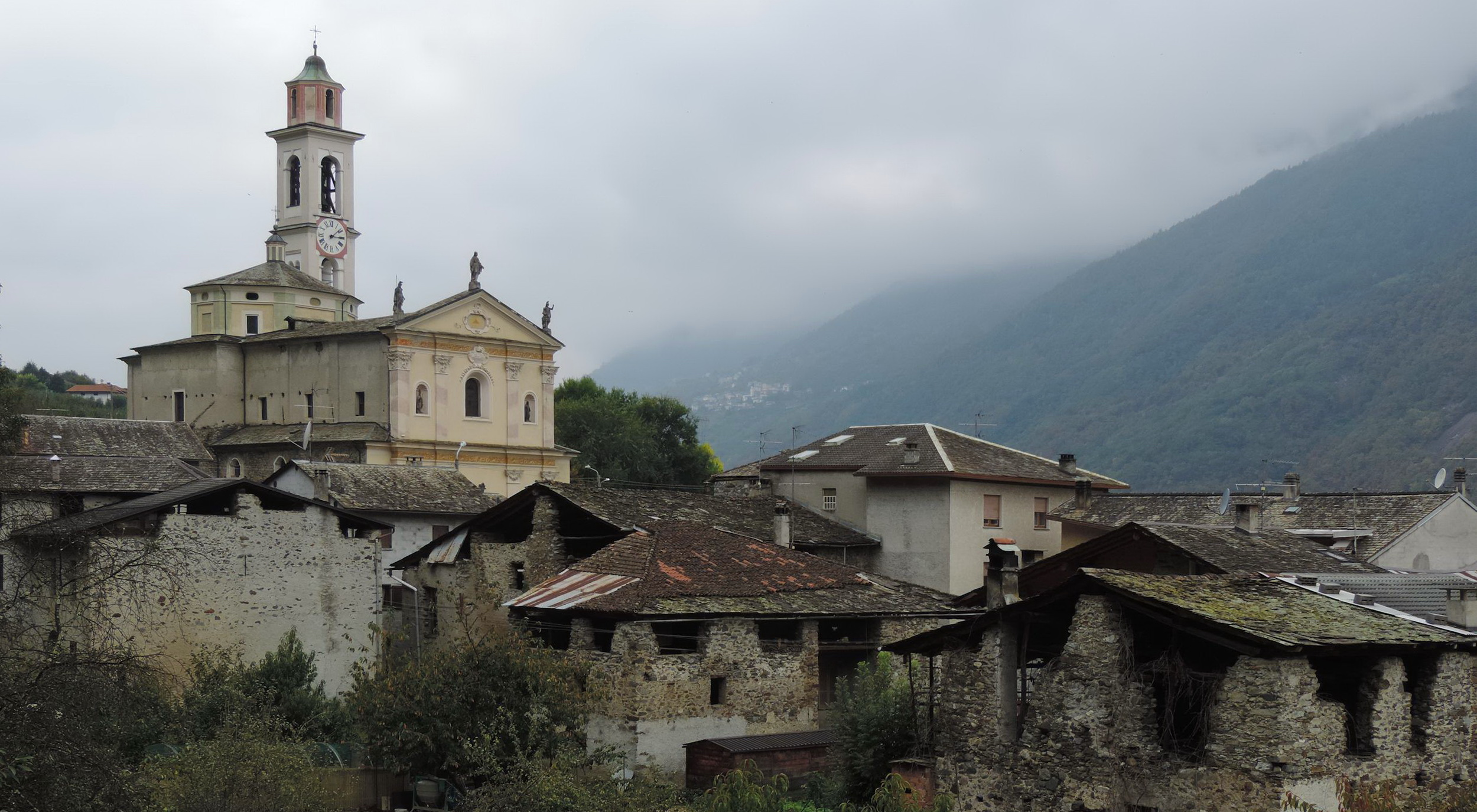
Lovero und Kirche Santa Maria Assunta

## Sehenswürdigkeiten
- Wallfahrtskirche Madonna delle Grazie mit Portal (1590) und im Innenraum Fresken von Giovan Battista Muttoni aus Cima, Fraktion von Porlezza und bemerkenswerte Werke aus geschnitztem Holz von Giovan Battista Del Piaz.

## Persönlichkeiten
- Carla Zampatti (1942–2021), italienisch-australische Modeschöpferin